# 郝高潮
郝高潮（1958年11月—），河南孟州人。男，汉族。加入中国共产党。解放军后勤指挥学院后勤指挥专业毕业。中国人民解放军少将。
曾任河南省军区后勤部部长、河南省军区副司令员、济南军区联勤部副部长等职。2016年2月，任中国人民解放军中部战区陆军后勤部部长。2013年，当选第十二届全国人民代表大会解放军代表。2014年7月，晋升中国人民解放军少将军衔。
2014年、2015年、2016年，郝高潮分别以河南省军区副司令员、济南军区联勤部副部长、中部战区陆军后勤部部长三个身份参加全国人大会议。